# Rhodostrophia nubifera
Rhodostrophia nubifera là một loài bướm đêm trong họ Geometridae.